# The Daily Beast
The Daily Beast é um site americano de notícias e opiniões, com visões progressistas, com foco na política e cultura pop. Em uma entrevista em 2015, o editor John Avlon descreveu a abordagem editorial do The Beast: "Buscamos coleções, escândalos e histórias sobre mundos secretos, adoramos confrontar valentões, intolerantes e hipócritas".

## História
The Daily Beast começou a publicar em 6 de outubro de 2008, a editora fundadora foi Tina Brown, uma ex-editora da Vanity Fair e da The New Yorker. Brown saiu como editora em setembro de 2013. John Avlon, jornalista americano e comentarista político, além de colaborador da CNN, é o editor-chefe do site. O nome do site foi tirado de um jornal fictício na novela de Evelyn Waugh, Scoop.

### Plágio
Em Fevereiro de 2010, Jack Shafer, de Slate.com, alegou que o reporter investigativo chefe do The Daily Beast, Gerald Posner, havia retirado cinco orações de um artigo do Miami Herald, e alegou ter escrito-as ele mesmo, e tinha permissão de publicá-las no The Daily Beast sob seu próprio nome. Shafer também descobriu que Posner havia copiado conteúdo de um blog do Miami Herald, um editorial do Miami Herald, da revista Texas Lawyer e de um blog de jornalismo sobre cuidados à saúde. Após uma investigação interna, Posner foi demitido.